# Yostos
Yostos, död 1716, var kejsare av Etiopien mellan 1711 och 1716.